# Imperfectum (Latijn)
Het imperfectum is een Latijnse werkwoordstijd, ook wel een tempus met de Latijnse term, die het meest overeenkomt met de onvoltooid verleden tijd (OVT) in het Nederlands.

## Vervoeging
Het imperfectum wordt gevormd door praesensstam - (e)ba - uitgang.  De uitgangen zijn als volgt: -m, -s, -t, -mus, -tis, -nt. Dat komt bijna helemaal overeen met het praesens, de Latijnse tegenwoordige tijd, behalve de '-m' voor de eerste persoon enkelvoud.

## Uitgangen
| clamabam                        | timebam   | audiebam   | dicebam   | eram   | poteram   | volebam   | nolebam    | malebam      | ibam   | ik riep          |
| clamabas                        | timebas   | audiebas   | dicebas   | eras   | poteras   | volebas   | nolebas    | malebas      | ibas   | jij riep         |
| clamabat                        | timebat   | audiebat   | dicebat   | erat   | poterat   | volebat   | nolebat    | malebat      | ibat   | hij/zij/het riep |
| clamabamus                      | timebamus | audiebamus | dicebamus | eramus | poteramus | volebamus | nolebamus  | malebamus    | ibamus | wij riepen       |
| clamabatis                      | timebatis | audiebatis | dicebatis | eratis | poteratis | volebatis | nolebatis  | malebatis    | ibatis | jullie riepen    |
| clamabant                       | timebant  | audiebant  | dicebant  | erant  | poterant  | volebant  | nolebant   | malebant     | ibant  | zij riepen       |
| De vertaling in het Nederlands  |           |            |           |        |           |           |            |              |        |                  |
| riep                            | vreesde   | hoorde     | zei       | was    | kon       | wilde     | wilde niet | wilde liever | ging   |                  |
| De Infinitivus van het Praesens |           |            |           |        |           |           |            |              |        |                  |
| clamare                         | timere    | audire     | dicere    | esse   | posse     | velle     | nolle      | malle        | ire    |                  |

### Vertaling
Het imperfectum kan het beste vertaald worden met onvoltooid verleden tijd (ik riep, ik liep, ik werkte etc.).

### Woordaccent
In de vormen met -eba- is zowel de e als de a een lange vocaal, zodat de klemtoon op de voorlaatste lettergreep mogelijk is: audiebam quod volebat.
En dus in de meervoudsvormen (nos/vos): audiebamus omnia quae dicebatis.
In de vormen met -era- van esse en posse is de e een korte, maar de a een lange vocaal. Bij posse kan zodoende het accent op de o of op de a komen: erat, eramus, poterat, poteratis, poterant.

## Voorbeelden
- Servi non clamabant. - De slaven schreeuwden niet.
- Puella fortis fortiter pugnabat. - Het dappere meisje streed dapper.
- Iupiter bene audiebat. - Jupiter luisterde goed.